# KYORAKU吉本.ホールディングス
KYORAKU吉本.ホールディングス株式会社（きょうらくよしもとホールディングス）は、東京都新宿区に本社を置く芸能プロダクション・番組制作会社である。2009年（平成21年）2月設立。京楽産業.（80%）と吉本興業（20%）の合弁会社。
なお、社名に「ホールディングス」の文字が入っているが、持株会社ではない。また、「吉本」と「ホールディングス」の間に小さい点「.」（ドット）が付くが、これも「京楽産業.」の「.」同様、誤植ではない。

## 元所属タレント
- NMB48
  - チームN：明石奈津子、石田優美、太田夢莉、加藤夕夏、古賀成美、上西恵、城恵理子、須藤凜々花、西澤瑠莉奈、山尾梨奈、山口夕輝、山本彩、吉田朱里
  - チームM：東由樹、石塚朱莉、植村梓、鵜野みずき、沖田彩華、川上礼奈、木下百花、久代梨奈、白間美瑠（AKB48兼任）、武井紗良、谷川愛梨、中野麗来、堀詩音、松村芽久未、三田麻央、村瀬紗英、森田彩花、矢倉楓子
  - チームBII：井尻晏菜、磯佳奈江、大段舞依、上枝恵美加、川上千尋、日下このみ、渋谷凪咲（AKB48兼任）、内木志、林萌々香、薮下柊
  - ドラフト研究生：西仲七海、本郷柚巴、安藤愛璃菜、村中有基、安田桃寧
  - 研究生：岩田桃夏、梅山恋和、小嶋花梨、清水里香、上西怜、中川美音、水田詩織、溝川実来、山田寿々、山本彩加

所属はすべて当時のもの。グループ自体が2016年12月29日に同じ吉本興業系列のShowtitleへ転籍した。
- 元NMB48

| - 赤澤萌乃 - 石川こころ - 石原雅子 - 植田碧麗 - 梅原真子 - 大谷莉子 - 太田里織菜：現・アクアルナ・エンターテイメントおよびディアステージ所属、愛乙女★DOLLのメンバー - 小笠原茉由（元AKB48・元NMB48） - 岡田梨紗子 - 小川乃愛 - 門脇佳奈子：現・Showtitle所属 - 岸野里香 - 木下春奈 - 黒川葉月 - 河野早紀 - 小鷹狩佑香 - 小谷里歩（現・三秋里歩）：現・Showtitle所属 - 小林莉加子 - 小柳有沙 - 近藤里奈 - 佐々木七海 - 佐藤天彩：現・モデルス所属 - 篠原栞那：現・エイジアプロモーション所属 - 柴田優衣 - 嶋崎百萌香：現・アービング所属 - 島田玲奈 - 杉野莉沙 | - 杉本香乃 - 高野祐衣：現・Showtitle所属 - 高山梨子 - 瀧山あかね：現・AbemaTVアナウンサー - 照井穂乃佳 - 東郷青空 - 中川紘美 - 西村愛華 - 原みづき - 肥川彩愛：現・ILLIA MODEL AGENCY所属 - 久田莉子：現・YARD、および業務提携としてブレイブ所属 - 廣瀬聖七 - 福本愛菜：現・吉本興業所属 - 藤田留奈 - 松岡知穂 - 松田栞：現・ILLIA MODEL AGENCY所属 - 三浦亜莉沙 - 村上文香：現・NHK大津放送局キャスター - 室加奈子 - 森彩華 - 山内彩花 - 山内つばさ - 山岸奈津美 - 山田菜々：現・Showtitle所属 - 山本ひとみ - 與儀ケイラ - 渡辺美優紀：現・roundcell所属 |

## 製作番組

### テレビ番組
過去
- 地元応援バラエティ このへん!!トラベラー（北海道テレビ、TBCテレビ、テレビ東京（初期はTOKYO MX）、中京テレビ、朝日放送、福岡放送）
- ウェルカムTV（テレビ東京）
- スター姫さがし太郎（テレビ東京）
- 藤井陣内のザ・レジェンド（朝日放送）
- なにわなでしこ（日本テレビ）
- パワー☆プリン（TBS）
- 噂の現場直行ドキュメン ガンミ!!（TBS）
- ノリで行こう!!（中京テレビ、テレビ大阪、TeNY、福岡放送）
- パチの穴（テレビ大阪）
- 新潟アミューズメントバラエティー ナニすんのTV!!（TeNY）

### インターネット番組
- ブラマヨ吉田のガケっぱち!!（KYORAKUオフィシャルサイト内）
- 旅打ちエンジェル!!（KYORAKUオフィシャルサイト内）

## イベント
- 沖縄国際映画祭

## その他
- NMB48 SHOP（運営）
- NMB48劇場（運営）